# Aleksander Szembek (1815–1884)
Aleksander Szembek „ze Słupowa” (ur. 1815 w Warszawie, zm. 4 sierpnia 1884 w Siemianicach) – ziemianin, hrabia herbu Szembek. 
Syn generała Piotra Szembeka i Fryderyki Becu de Travernier. W latach 1824–1830 jego nauczycielem był polski poeta romantyczny, Józef Bohdan Zaleski.
Z pierwszą żoną Marianną Elżbietą z Obiezierskich, poślubioną 6 marca 1838 r. w Rusku, miał córkę Marię Eleonorę.
Z drugą żoną Felicją z Niemojewskich, poślubioną w 1841 r. w Podzamczu w poznańskim, miał czterech synów: 
- Aleksander Szembek (1842–1918)[3], właściciel pałacu w Słupi pod Kępnem[4]
- Piotr Szembek (1843–1896),
- Józef Szembek (1847–1905), właściciel dworu w  Parczewie w powiecie ostrowskim
- Stanisław Feliks Szembek (1849–1891)[5].